# Tournoi pré-olympique féminin de la CAF 2020
Pour un article plus général, voir Tournoi féminin de football aux Jeux olympiques d'été de 2020.
Navigation
Rio de Janeiro 2016 Paris 2024
Le tournoi pré-olympique féminin de la CAF 2020 permet de désigner les sélections africaines qui participeront au tournoi de football féminin des Jeux de Tokyo en 2020. La cinquième édition de ces éliminatoires se déroule du 1er avril 2019 au 9 février 2020. Le vainqueur est directement qualifié pour les Jeux olympiques tandis que le finaliste participe à un barrage face à un représentant de la confédération sud-américaine.

## Format des éliminatoires
Les vingt-cinq équipes inscrites pour participer à la compétition s'affrontent lors de confrontations aller-retour sur cinq tours à élimination directe. En cas d'égalité sur la somme des deux matchs, la règle des buts marqués à l'extérieur est appliquée. Si les deux équipes sont toujours à égalité, une prolongation puis une séance de tirs au but sont organisées.

## Participants
25 équipes participent aux éliminatoires. Les sept équipes les mieux classées lors des éliminatoires pour les Jeux de Rio sont exemptées du premier tour.
| Entrants au 1er tour (18 équipes) | Entrants au 2d tour (7 équipes)                                                       |
| --- | ------------------------------------------------------------------------------------- |
| - Algérie - Angola - Botswana - Congo - RD Congo - Côte d'Ivoire - Éthiopie - Gabon - Malawi - Mali - Maroc - Mozambique - Namibie - Ouganda - Sierra Leone - Tanzanie - Tchad - Zambie | - Afrique du Sud - Cameroun - Ghana - Guinée équatoriale - Kenya - Nigeria - Zimbabwe |

## Résultats détaillés

### Premier tour
Dix-huit équipes doivent participer au premier tour. La Côte d'Ivoire se qualifie automatiquement en raison de la suspension de la Fédération de Sierra Leone. De même la Zambie est qualifiée après le forfait de l'Angola.
| 3 avril 2019 | Gabon   | 0 - 2 | Congo                              | Stade Augustin Monédan de Sibang, Libreville |  |
| 15h30        |         | (0-2) | 38e (pen.) Mahouma · 40e Moundzeli |                                              |  |
| 15h30        | Rapport |       |                                    |                                              |  |

| 9 avril 2019 | Congo | 0 - 2 | Gabon                       | Stade Alphonse-Massamba-Débat, Brazzaville |  |
| 15h30        |       | (0-0) | 71e Edzoumou · 82e Wassende |                                            |  |

| 3 avril 2019 | Éthiopie                                  | 3 - 2 | Ouganda                          | Stade d'Addis-Abeba, Addis Abeba |  |
| 16h00        | Namukisa 13e (csc) · Abera 76e · Guta 79e | (1-0) | 90e (csc) Debiso · 90+2e Nassuna |                                  |  |
| 16h00        | Rapport                                   |       |                                  |                                  |  |

| 6 avril 2019 | Ouganda | 0 - 1 | Éthiopie  | Philip Omondi Stadium, Kampala |  |
| 16h00        |         | (0-0) | 68e Abera |                                |  |

| 3 avril 2019 | Mali                             | 3 - 1 | Maroc     | Stade Mamadou Konaté, Bamako |  |
| 17h00        | S. Diarra 3e 10e · A. Traoré 53e | (2-0) | 54e Badri |                              |  |
| 17h00        | Rapport                          |       |           |                              |  |

| 7 avril 2019 | Maroc          | 2 - 2 | Mali                                 | Stade Boubker-Ammar, Salé |  |
| 16h00        | Jraidi 24e 82e | (1-0) | 68e (pen.) S. Diarra · 90e A. Diarra |                           |  |

| 4 avril 2019 | Malawi                                                                                      | 11 - 1 | Mozambique   | Kamuzu Stadium, Blantyre |  |
| 14h30        | Ta. Chawinga 13e 30e 90+1e · Te. Chawinga 20e 34e 36e 43e 56e · Mvula 39e · Kasenda 52e 53e | (7-0)  | 90+3e George |                          |  |

| 9 avril 2019 | Mozambique | 0 - 3 | Malawi                                         | Stade du Zimpeto, Maputo |  |
| 15h00        |            | (0-0) | 51e Te. Chawinga · 72e Ta. Chawinga · 82e Thom |                          |  |

| 4 avril 2019 | Algérie           | 2 - 0 | Tchad | Stade Mustapha Tchaker, Blida |  |
| 18h00        | Belkhiter 20e 23e | (2-0) |       |                               |  |

| 9 avril 2019 | Tchad                 | 1 - 1 | Algérie         | Stade omnisports Idriss-Mahamat-Ouya, Ndjamena |  |
| 15h00        | Larkinguem 90e (pen.) | (0-1) | 9e Horiya Affak |                                                |  |

| 5 avril 2019 | Tanzanie                | 2 - 2 | RD Congo              | Benjamin Mkapa National Stadium, Dar es Salaam |  |
| 18h00        | Daniel 47e · Rashid 79e | (0-1) | 12e Yav · 54e Balongo |                                                |  |
| 18h00        | Rapport                 |       |                       |                                                |  |

| 9 avril 2019 | RD Congo    | 1 - 0 | Tanzanie | Stade des Martyrs, Kinshasa |  |
| 16h30        | Balongo 45e | (1-0) |          |                             |  |

| 5 avril 2019 | Botswana      | 1 - 0 | Namibie | Botswana National Stadium, Gaborone |  |
| 18h00        | Tholakele 81e | (0-0) |         |                                     |  |
| 18h00        | Rapport       |       |         |                                     |  |

| 9 avril 2019 | Namibie                   | 2 - 2 | Botswana          | Stade Sam Nujoma, Windhoek |  |
| 18h30        | Mulunga 3e · Goeieman 41e | (2-1) | 10e 52e Mahlasela |                            |  |

### Deuxième tour
| 31 août 2019 | Côte d'Ivoire                                      | 3 - 0 | Mali | Parc des Sports, Treichville |  |
| 15h30        | Ines Nrehy 45+2e Ange N'Guessan 61e Amon Elloh 81e | (1-0) |      |                              |  |

| 3 septembre 2019 | Mali | 0 - 0 | Côte d'Ivoire | Stade Mamadou Konaté |
| 16h00            |      |       |               |                      |

| 28 août 2019 | Algérie | 0 - 2 | Nigeria                                | Stade Mustapha-Tchaker |  |
| 19h00        |         | (0-1) | Isma Ouadah 15e Amarachi Okoronkwo 54e |                        |  |

| 3 septembre 2019 | Nigeria            | 1 - 0 | Algérie | Stade Agege |  |
| 16h00            | Asisat Oshoala 57e | (0-0) |         |             |  |

| 26 août 2019 | Éthiopie          | 1 - 1 | Cameroun          | Stade Bahir Dar |  |
| 14h00        | Senait Bogale 82e | (0-0) | Michaela Abam 52e |                 |  |

| 3 septembre 2019 | Cameroun | 0 - 0 | Éthiopie | Stade Ahmadou-Ahidjo |
| 15h30            |          |       |          |                      |

| 28 août 2019 | Gabon | 0 - 3 | Ghana                                                         | Stade Augustin Monédan de Sibang |  |
| 15h30        |       | (0-1) | Juliet Acheampong 45e Portia Boakye 70e Priscilla Okyerke 90e |                                  |  |

| 3 septembre 2019 | Ghana                                   | 2 - 0 | Gabon | Accra Sports Stadium |  |
| 15h30            | Portia Boakye 16e Juliet Acheampong 70e | (1-0) |       |                      |  |

| 28 août 2019 | Malawi                                      | 3 - 2 | Kenya                 | Kamuzu Stadium |  |
| 14h30        | Madina Nguiuwe 13e Tabitha Chawinga 36e 40e | (3-1) | Cynthia Shilwatso 24e |                |  |

| 1er septembre 2019 | Kenya                                          | 3 - 0 | Malawi | Kenyatta Stadium |  |
| 13h00              | Cynthia Shilwatso 19e Mwanahalima Adam 77e 88e | (1-0) |        |                  |  |

| 28 août 2019 | Zambie                                                          | 5 - 0   | Zimbabwe | Stade Nkoloma |  |
| 15h00        | Misozi Zulu 50e Grace Chanda 73e 79e 86e Racheal Kundananji 89e | (0 - 0) |          |               |  |

| 30 août 2019 | Botswana | 0 - 0 | Afrique du Sud | Botswana National Stadium |
| 19h00        |          |       |                |                           |

| 3 septembre 2019                                                               | Afrique du Sud    | 0 - 0                                                                              | Botswana | Orlando Stadium |
| 19h00                                                                          |                   |                                                                                    |          |                 |
| Leandra Smeda Lebogang Ramalepe Mamello Makhabane Bambanani Mbane Refiloe Jane | Tirs au but 2 - 3 | Lesego Radiakanyo Lone Gaofetoge Refilwe Tholakele Mokgabo Mokgabo Sedilame Bosija |          |                 |

### Troisieme tour
| 3 octobre 2019 | Côte d'Ivoire | 0 - 0 | Nigeria | Parc des Sports |
| 15h30          |               |       |         |                 |

| 7 octobre 2019 | Nigeria            | 1 - 1 | Côte d'Ivoire  | Agege Stadium |  |
| 16h00          | Asisat Oshoala 34e | (0-0) | Nina Kpaho 12e |               |  |

| 3 octobre 2019 | Cameroun                                    | 2 - 0 | RD Congo | Stade Ahmadou-Ahidjo |  |
| 15h30          | Charlène Meyong Menene 28e Ajara Nchout 30e | (0-0) |          |                      |  |

| 8 octobre 2019 | RD Congo                              | 2 - 1 | Cameroun         | Stade des Martyrs |  |
| 16h00          | Isabelle Diakiese 11e Marlène Yav 42e |       | Ajara Nchout 82e |                   |  |

| 4 octobre 2019 | Ghana | 0 - 0 | Kenya | Accra Sports Stadium |
| 15h30          |       |       |       |                      |

| 8 octobre 2019 | Kenya                 | 1 - 0 | Ghana | Centre sportif international Moi |  |
| 16:00          | Jentrix Shikangwa 99e | (0-0) |       |                                  |  |

| 2 octobre 2019 | Zambie             | 1 - 0 | Botswana | Stade Nkoloma |  |
| 15:00          | Mary Mwakapila 21e |       |          |               |  |

| 8 octobre 2019 | Botswana | 0 - 2 | Zambie               | Stade Francistown |  |
| 19:00          |          |       | Grace Chanda 18e 53e |                   |  |

### Quatrième tour
| 9 novembre 2019 | Côte d'Ivoire | 0 - 0 | Cameroun | Parc des Sports |
| 15h30           |               |       |          |                 |

| 12 novembre 2019 | Cameroun                 | 2-1   | Côte d'Ivoire          | stade amafou ahidjo de yaounde |  |
|                  | Meyong Mene Charlène 26e | (1-0) | Elloh Amon Rebecca 46e |                                |  |

| 8 novembre 2019 | Kenya                                | 2 - 2 | Zambie                                  | Centre sportif international Moi |  |
| 16h00           | Martha Tembo 30e Vivian Corazone 71e | (0-0) | Grace Chanda 13e Racheal Kundananji 72e |                                  |  |

| 11 novembre 2019 | Zambie              | 1 - 0 | Kenya | Stade Nkoloma |  |
| 15h00            | Lushomo Mweemba 58e | (0-0) |       |               |  |

### Cinquième tour
| 5 mars 2020 | Cameroun | 3 - 2 | Zambie |  |  |
|             |          |       |        |  |  |

| 10 mars 2020 | Zambie | 2 - 1 | Cameroun |  |  |
|              |        |       |          |  |  |